# Raimo de Vries
Raimo de Vries (Den Helder, 21 december 1968) is een voormalig Nederlandse voetballer. Hij speelde in de Verenigde Staten voor de Raleigh Flyers en de Colorado Rapids. De Vries staat bekend als de eerste Nederlandse voetballer in de Amerikaanse Major League Soccer (MLS).

## Biografie
Hij speelde twee jaar in de jeugd bij AZ en studeerde twee jaar aan de Universiteit van Amsterdam. In 1989 was hij op proef bij het tweede van FC Utrecht. Via Hans Ooft kwam hij bij de Wake Forest University, in de staat North Carolina. Daar studeerde De Vries economie en Duits en vond hij onderdak bij het collegeteam van de universiteit; de Wake Forest Demon Deacons.
In 1993 kwam De Vries bij de Raleigh Flyers terecht, een semi-profclub waar hij een bescheiden maandsalaris verdiende. De Flyers kwamen uit in de USISL en hadden destijds een samenwerkingsverband met de Colorado Rapids; talentvolle spelers mochten zich er in de kijker spelen van de MLS-club uit Denver.
Eind augustus 1996 slaagde De Vries. Op zijn zevenentwintigste werd hij overgeheveld naar de met een blessure-golf kampende Colorado Rapids. Hij kwam tot vier MLS-wedstrijden en ontving een maand een salaris van honderd dollar per dag. Een sportief vervolg bleef vanwege blessures uit. Naar eigen zeggen had De Vries het in eigen land hooguit tot de eerste divisie geschopt.
Hij deed een MBA in Ohio waar hij zich vestigde met zijn vrouw, hockeyspeelster en -coach met wie hij drie kinderen kreeg. Hij was werkzaam in de financiële dienstverlening en woonde voor zijn werk ook een tijd in Brussel. Zijn zoon Jack de Vries werd ook profvoetballer.

## Overzicht
| Seizoen   | Club                      | Wedstrijden | Doelpunten | Competitie          |
| --------- | ------------------------- | ----------- | ---------- | ------------------- |
| 1989-1991 | Wake Forest Demon Deacons | ?           | 28         | College soccer      |
| 1993-1996 | Raleigh Flyers            |             |            | USISL               |
| 1996      | Colorado Rapids           | 4           | 0          | Major League Soccer |